# 市川寿美之丞
市川 寿美之丞（いちかわ すみのじょう、旧暦 万延元年6月20日 / グレゴリオ暦 1860年8月6日 - 1920年代）は、日本の俳優、元歌舞伎役者、元子役である。市川 壽美之丞、市川 壽美之亟と表記されることもある。本名は奥村 捨吉（おくむら すてきち）。幼名は中村 梅太郎（なかむら うめたろう）、旧芸名は中村 鹿昇（なかむら ろくしょう）。歌舞伎から旧劇映画に満51歳で転向、関東大震災以前まで尾上松之助主演映画の貴重な老優として知られた。

## 来歴・人物
1860年8月6日（旧暦 万延元年6月20日）、丹後国宮津藩（現在の京都府宮津市）に生まれる、とされている。『花形活動俳優内証話』（杉本金成堂）では、生年月日は「文久元年六月」（グレゴリオ暦 1861年7月）である旨が記されており、また『世界映画俳優名鑑 大正十一年度』（キネマ同好会）によれば、生年月日は「安政五年六月廿五日」（グレゴリオ暦 1858年8月4日）、出生地は「京都七条通り」である旨が記されている。実父の奥村丑之助は元宮津藩士であった。
1866年（慶応2年）、満6歳の時に京都府京都市に移住して、歌舞伎役者中村梅昇の門下となり、中村梅太郎を名乗って大阪朝日座での公演『勧進帳』で童子役を演じ、初舞台を踏む。『日本映画俳優全集 男優篇』（キネマ旬報社）などによれば、歌舞伎役者中村玉之丞の門下に入ったとされているが、誤りである。1873年（明治6年）からは能楽を学んでいたというが、満15歳となった1875年（明治8年）には再び歌舞伎に戻り、中村鹿之助（後の中村仙昇、映画監督築山光吉の実父）の門下となり、芸名も中村鹿昇と改名。後に四代目中村芝翫と共に上京して、三代目市川壽美之丞を襲名、東京府東京市本郷区（現在の東京都文京区）にあった春木座（後の本郷座）などに出演する。その後、帰郷して二代目實川八百藏一座に加入し、現在の京都府中京区新京極にあった東向座や、兵庫県神戸市にあった大黒座（後の八千代劇場、現存せず）などに出演した。この間、当時中村鶴三郎を名乗っていた尾上松之助と知り合ったとされ、1893年（明治26年）1月に嵐守太郎、嵐雷子、阪東豊丸、阪東豊太郎らと一座を組織し、広島県広島市にあった笠置座など中国地方・九州地方を巡業、また1899年（明治22年）3月にも鶴三郎のいる二代目三桝源五郎一座に加わり、後に六代目中村駒之助らと一座を組織して、兵庫県神戸市にあった三ノ宮朝日座などに出演したという。
1911年（明治44年）9月、日活の前身である横田商会に招聘され、入社。再び尾上松之助一派に加わり、以降、松之助映画を中心に主に老け役として出演、同所の貴重な老優として活躍する。1912年（大正元年）9月、同所が日活京都撮影所に改称された後も映画出演を続け、1918年（大正7年）7月に公開された牧野省三監督映画『三日月次郎吉』などに出演した。当時の一派には幹部の尾上松之助、中村扇太郎の他に、片岡市之正、片岡長正、片岡市太郎、大谷鬼若、嵐璃珀、市川家久蔵、中村歌枝、嵐橘楽、中村仙之助、嵐珏松郎、嵐冠三郎、大谷友三郎ら十数人が在籍し、この少人数の俳優が衣裳やかつらを短時間のうちに幾度も取り替え、ありとあらゆる役に早替わりした。
また、『世界映画俳優名鑑 大正十一年度』によれば、壽美之丞が満36歳となった1896年（明治29年）から京都府京都市上京区猪熊通下長者町上ル猪熊に住み、身長は5尺1寸（約154.5センチメートル）、体重は12貫ほど（約45.0キログラム）であったという。
1922年（大正11年）3月31日に公開された尾上松之助主演映画『増補忠臣蔵』で、吉良上野介役を演じた以降の出演作品が見当たらない。関東大震災以降の映画の出演歴はなく、以後の消息は不明とされていたが、1925年（大正14年）12月23日に発行された映画評論家岡村紫峰の著書『尾上松之助』において、同書執筆の時点で既に故人であるという旨が記されている。また、1940年（昭和15年）に日活太秦撮影所の撮影所長だった池永浩久の発願によって、京都府京都市上京区にある法輪寺に映画関係者400名余りの霊牌が奉祀されたが、その中に壽美之丞の名前も刻銘されている。没年不詳。

## おもなフィルモグラフィ
- 『文福茶釜』：監督不明、製作日活京都撮影所、配給日活、1915年2月公開
- 『阿波十郎兵衛』：監督牧野省三、製作日活京都撮影所、配給日活、1917年4月28日公開
- 『天一坊東下り』：監督牧野省三、製作日活京都撮影所、配給日活、1917年5月7日公開
- 『名槍高田又兵衛』：監督牧野省三、製作日活京都撮影所、配給日活、1917年7月22日公開
- 『大村益二郎』：監督牧野省三、製作日活京都撮影所、配給日活、1917年9月23日公開
- 『隅田川の仇討』：監督牧野省三、製作日活京都撮影所、配給日活、1918年3月1日公開
- 『先代萩』：監督牧野省三、製作日活京都撮影所、配給日活、1918年3月29日公開
- 『矢口の渡』：監督牧野省三、製作日活京都撮影所、配給日活、1918年4月25日公開
- 『鎖鎌孝女の仇討』：監督牧野省三、製作日活京都撮影所、配給日活、1918年6月15日公開
- 『女人堂仇討』：監督不明、製作日活京都撮影所、配給日活、1918年6月15日公開 - 安藤帯刀
- 『忠臣蔵七人いろは』：監督不明、製作日活京都撮影所、配給日活、1918年6月30日公開 - 大星由良之助
- 『十文字秀五郎』：監督牧野省三、製作日活京都撮影所、配給日活、1918年7月1日公開
- 『丸橋忠弥』：監督牧野省三、製作日活京都撮影所、配給日活、1918年7月18日公開
- 『三日月次郎吉』：監督牧野省三、製作日活京都撮影所、配給日活、1918年7月公開 - 山谷の国五郎
- 『荒木又右衛門』：監督牧野省三、製作日活京都撮影所、配給日活、1918年10月15日公開
- 『都に憧れて』：監督牧野省三、製作日活京都撮影所・ミカド商会、配給日活、1920年7月5日公開
- 『豪傑児雷也』：監督牧野省三、製作日活京都撮影所、配給日活、1921年2月1日公開 - 大蛇丸
- 『実録忠臣蔵』：監督牧野省三、製作日活京都撮影所、配給日活、1921年3月10日公開 - 吉良上野介